# My Jolly Days
『My Jolly Days』（マイ・ジョリー・デイズ）は、奥井雅美の通算5作目のシングルである。

## 背景
- 表題曲「My Jolly Days」と、カップリング曲「BEATS the BAND」ともに、今作発売と並行して公開された東映系劇場版アニメ『GS美神 極楽大作戦!!』のテーマソングに起用された。

## 音楽性
- カップリング曲である「BEATS the BAND」は、全編英語詞による楽曲で、アルバム『Gyuu』では特に表記は無いが、シングルとは別音源となっており、シングルより少し長めに収録されている。

## 収録曲
| 全編曲: Vink。 |                                       |              |           |       |
| #              | タイトル                              | 作詞         | 作曲      | 時間  |
| 1.             | 「My Jolly Days」                     | 木本慶子     | 大平勉    | 5:38  |
| 2.             | 「BEATS the BAND」                    | Mamie D. Lee | 池永慎    | 4:47  |
| 3.             | 「My Jolly Days」(Off Vocal Version)  |              |           | 5:38  |
| 4.             | 「BEATS the BAND」(Off Vocal Version) |              |           | 4:47  |
| 合計時間:      | 合計時間:                             | 合計時間:    | 合計時間: | 20:50 |

## メディアでの使用
| # | 曲名               | タイアップ                                                    | 出典  |
| - | ------------------ | ------------------------------------------------------------- | ----- |
| 1 | 「My Jolly Days」  | 東映アニメスペシャル『GS美神 極楽大作戦!!』エンディングテーマ | [ 1 ] |
| 2 | 「BEATS the BAND」 | 東映アニメスペシャル『GS美神 極楽大作戦!!』挿入歌             |       |